# صحافة مصورة

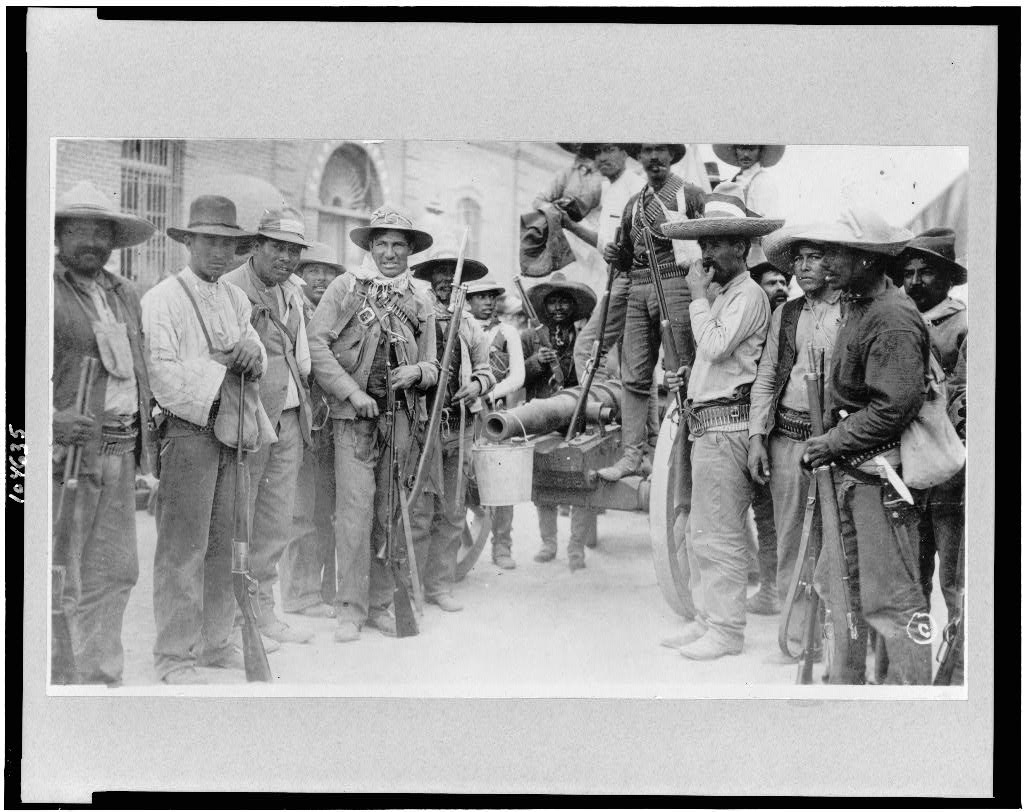
متمردون مكسيكيون في صورة مجهولة سنة 1911.

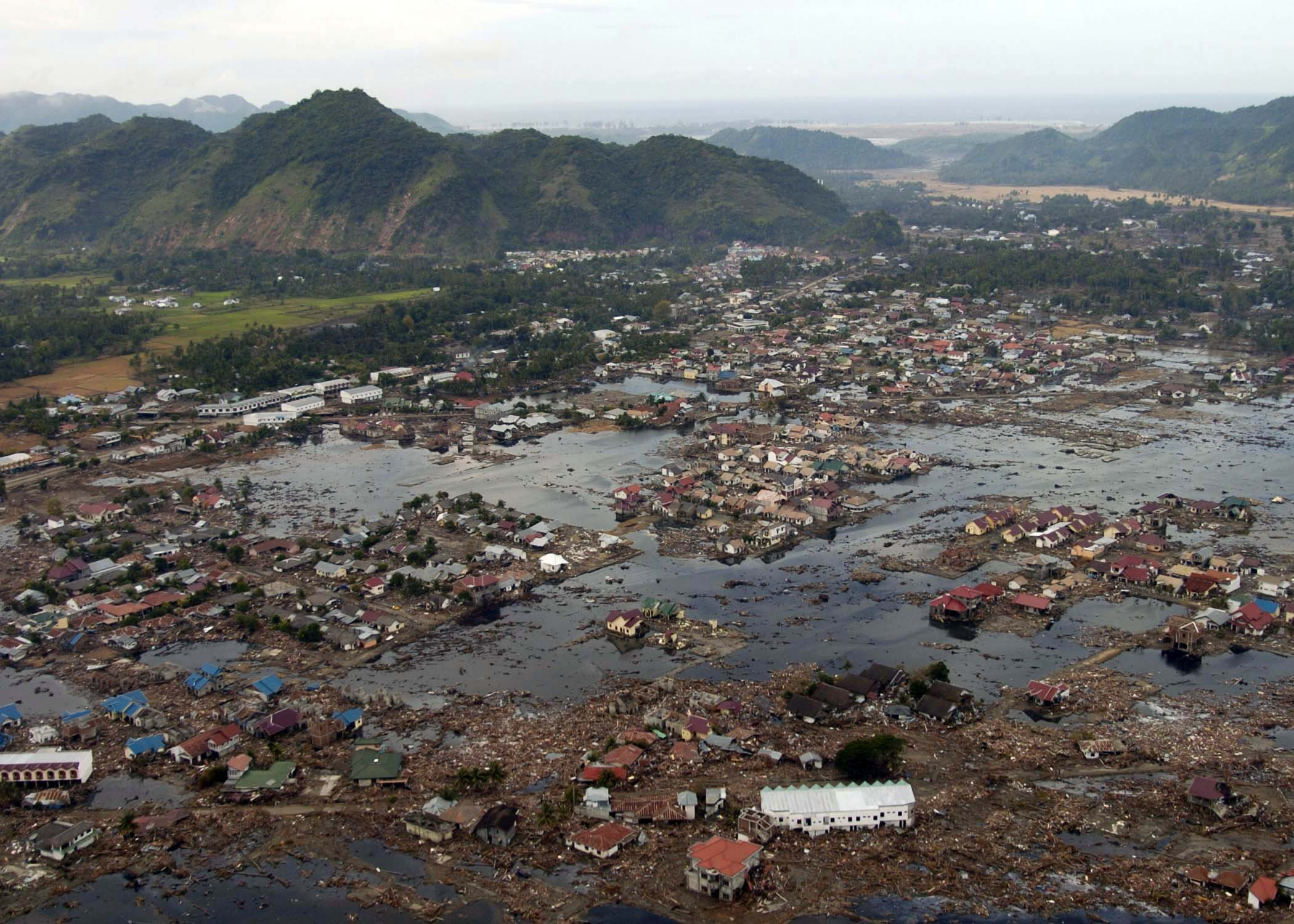
تصوير صحفي لقرية بالقرب من ساحل سومطرة تعرضت للخراب بعد التسونامي الذي ضرب جنوب شرق آسيا

الصحافة المصوَّرة هي نوع خاص من الصحافة (أي جمع المواد الإخبارية وتحريرها وعرضها للنشر أو الإذاعة) يتم فيها إنتاج الصور للتعبير عن الخبر. وعادةً ما يُعتقَد الآن أن الصحافة المصوَّرة تشير إلى الصور الثابتة فحسب، لكن المصطلح يشير أيضًا في بعض الحالات إلى مقاطع الفيديو المُستخدَمة في الصحافة المُذاعة. وتتميز الصحافة المصوَّرة عن الأنواع الأخرى من التصوير الشبيهة بها (مثل التصوير الوثائقي، والتصوير الوثائقي الاجتماعي، وتصوير الشارع وتصوير المشاهير) بالتزامها بالإطار الأخلاقي الثابت الذي ينص على الأمانة وعدم التحيز أثناء نقل الخبر بأسلوب صحفي ملتزم. والمصوّرون الصحفيون يلتقطون صورًا تساهم في الإعلام الإخباري.
- حسن التوقيت - يكون للصور معنى في سياق سجل الأحداث المنشور مؤخرًا.
- الموضوعية - يكون الموقف الذي تعبر عنه الصور تمثيلاً صادقًا ودقيقًا للأحداث التي تعرضها من حيث كلٍ من المحتوى والحدة.
- سرد الأحداث - تجتمع الصور مع العناصر الإخبارية الأخرى لجعل الحقائق قابلة لأن تُروى للمشاهد أو القارئ على المستوى الثقافي.

يُعَد المصوّر الصحفي، شأنه شأن الكاتب، مراسلاً، لكن ينبغي عليه في أحيان كثيرة اتخاذ قرارات فورية وحمل معدات التصوير الفوتوغرافي، أثناء تعرضه عادةً لعقبات كبيرة (مثل، المخاطر البدنية، أو الطقس السيئ، أو حشود الناس).

## التاريخ

### الأساسيات
صارت عملية إيضاح الأخبار بالصور ممكنة بفضل الابتكارات التي شهدها مجالا الطباعة والتصوير في الفترة ما بين 1880 و1897. ورغم أن الأحداث الجديرة بالتغطية الإخبارية كانت تُصوَّر منذ الخمسينيات من القرن التاسع عشر، فلم يكن بإمكان المطابع آنذاك سوى الطباعة من النقوش حتى الثمانينيات من ذلك القرن. ومن ثم، استلزمت الصور الإخبارية قديمًا نقلها بواسطة نقّاش ليصير من الممكن نشرها. ومن الموضوعات الشائعة آنذاك في الصور الإخبارية حطام القطارات وحرائق المدن.

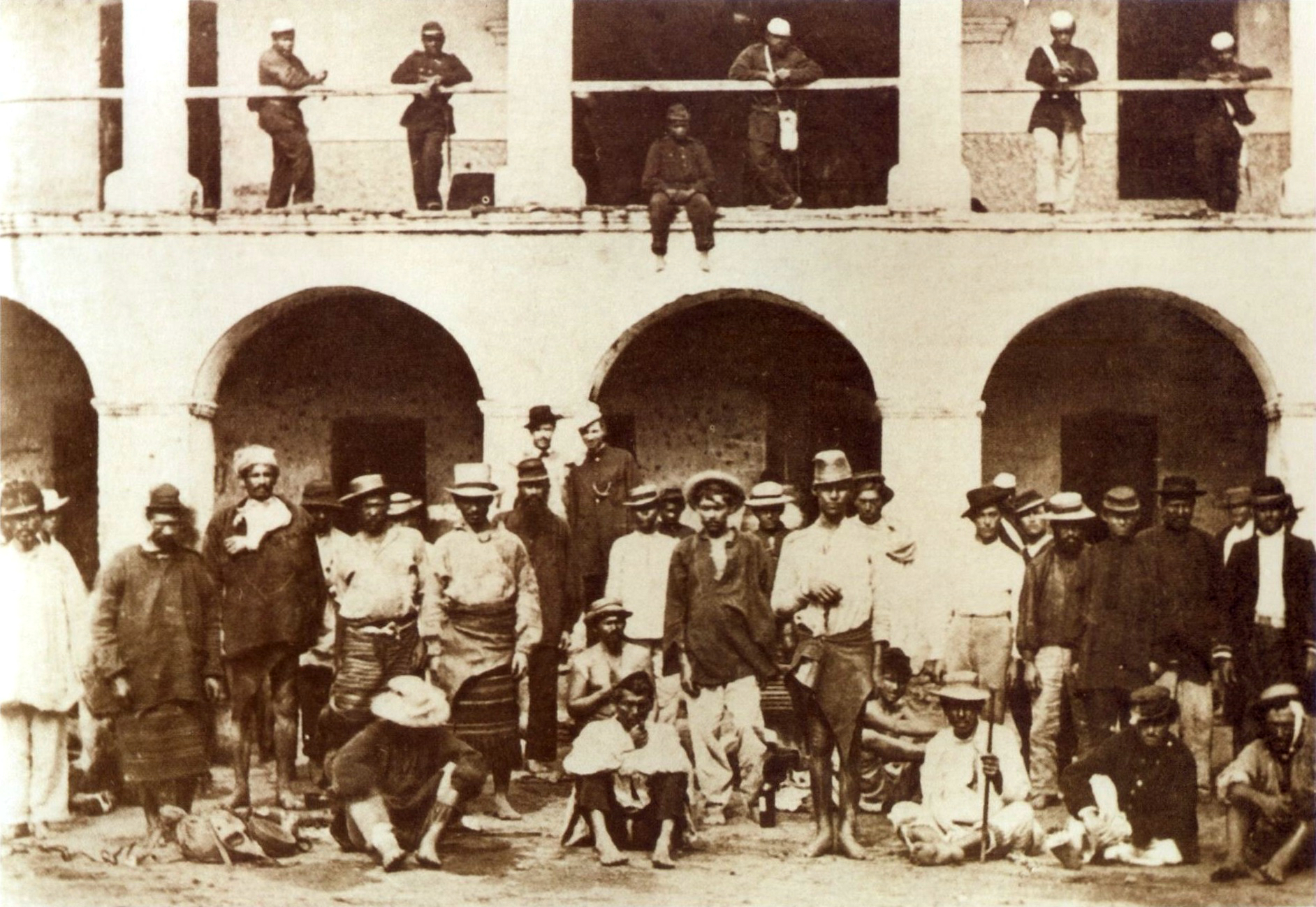
أسرى حرب من باراغواي مع جنود برازيليين خلال حرب التحالف الثلاثي سنة 1865، الصورة من عمل شركة التصوير الأوروغوايانية «باتي وشركائه».

في عام 1847، التقط مصور مجهول الهوية صورًا شمسية على ألواح فضية للقوات الأمريكية في سالتيو بالمكسيك أثناء الحرب المكسيكية الأمريكية. وكان أول مَن عُرِف من المصوّرين الصحفيين كارول سازماري (وهو متخصص روماني في الرسم والطباعة على الحجر والتصوير الفوتوغرافي) الذي التقط صورًا لحرب القرم (بين روسيا والإمبراطورية العثمانية في الفترة ما بين 1853 إلى 1856). وقد أُرسِلت ألبومات صوره إلى أفراد العائلات الملكية الأوروبية.{ ولم يتبق من صوره سوى عدد قليل فقط. نُشِرت أعمال ويليام سيمسون، الذي عمل بمجلة إلستريتيد لندن نيوز وروجر فنتون في صورة نقوش. نُقِشت كذلك صور الحرب الأهلية الأمريكية التي التقطها ماثيو برادي قبل نشرها في مجلة [هاربرز ويكلي. ونظرًا لتعطش الجماهير لمزيد من التمثيل الواقعي للقصص الإخبارية، شاع عرض الصور الفوتوغرافية الجديرة بالتغطية الإخبارية في المعارض الفنية أو نسخها فوتوغرافيًا بأعداد محدودة.
في يوم 4 مارس 1880، نشرت صحيفة ذا دايلي جرافيك (نيويورك) أول صورة إخبارية تُنتَج باستخدام الصوغ النصفي (بدلاً من النقش). أما عام 1887، فشهد اختراع المسحوق الوميضي، مما مكن الصحفيين من أمثال جاكوب رييس من التقاط صور لأحداث غير رسمية في الأماكن المغلقة، الأمر الذي أدى إلى إنتاج العمل المميز كيف يعيش النصف الآخر؟ (How the Other Half Lives). وفي عام 1897، صار من الممكن إنتاج صور الصوغ النصفي بآلات الطباعة التي تعمل بكامل سرعتها.
وفي فرنسا، قامت وكالات إخبارية مثل «رول»، و«برانجيه» و«شوسو-فلافينس» (في الفترة ما بين 1880 و1910 تقريبًا) بشراء الصور الفوتوغرافية من جميع أنحاء العالم لتلبية الحاجة لرسوم جديدة. ورغم هذه الابتكارات، ظلت هناك قيود، واستمر استخدام النقش في العديد من الأخبار المثيرة المنشورة بالصحف والمجلات في الفترة ما بين 1897 و1927، (انظر الصحافة الصفراء). وفي عام 1921، مكّن ابتكار الصور السلكية نقل الصور بنفس سرعة انتقال الأخبار ذاتها تقريبًا. لكن لم تتهيأ جميع العناصر لما يُعرَف باسم «العصر الذهبي» للصحافة المصوَّرة سوى بابتكار كاميرا ليسا التجارية المزودة بفيلم 35 ملم في عام 1925، وأولى مصابيح الفلاش في الفترة ما بين 1927 و1930.

### إدارة الأمن الزراعي
في الفترة ما بين عامي 1935 و1942، كانت إدارة الأمن الزراعي والإدارة السابقة لها «إدارة إعادة التوطين» جزءًا من خطة «الاتفاق الجديد» التي وضعها فرانكلين روزفلت. وهدفت هاتان الإدارتان لمعالجة المشكلات الزراعية والفقر بالمناطق الريفية فيما يتعلق بالكساد الكبير. وأُقيم قسم خاص للتصوير الفوتوغرافي بهذه الإدارة برئاسة روي ستريكر، وكان الهدف منه فقط هو إقامة العلاقات العامة لبرامج تلك الإدارة، لكنه أنتج ما اعتبره البعض إحدى أعظم مجموعات الصور الوثائقية في الولايات المتحدة على الإطلاق. وما إذا كان يمكن أن يوصف هذا الجهد بأنه «صحافة مصوَّرة» أمر خلافي، نظرًا لأن المصورين بإدارة الأمن الزراعي كان لديهم من الوقت والموارد اللازمة للعمل ما يفوق ما يملكه المصوّرون الصحفيون عادةً.

### العصر الذهبي

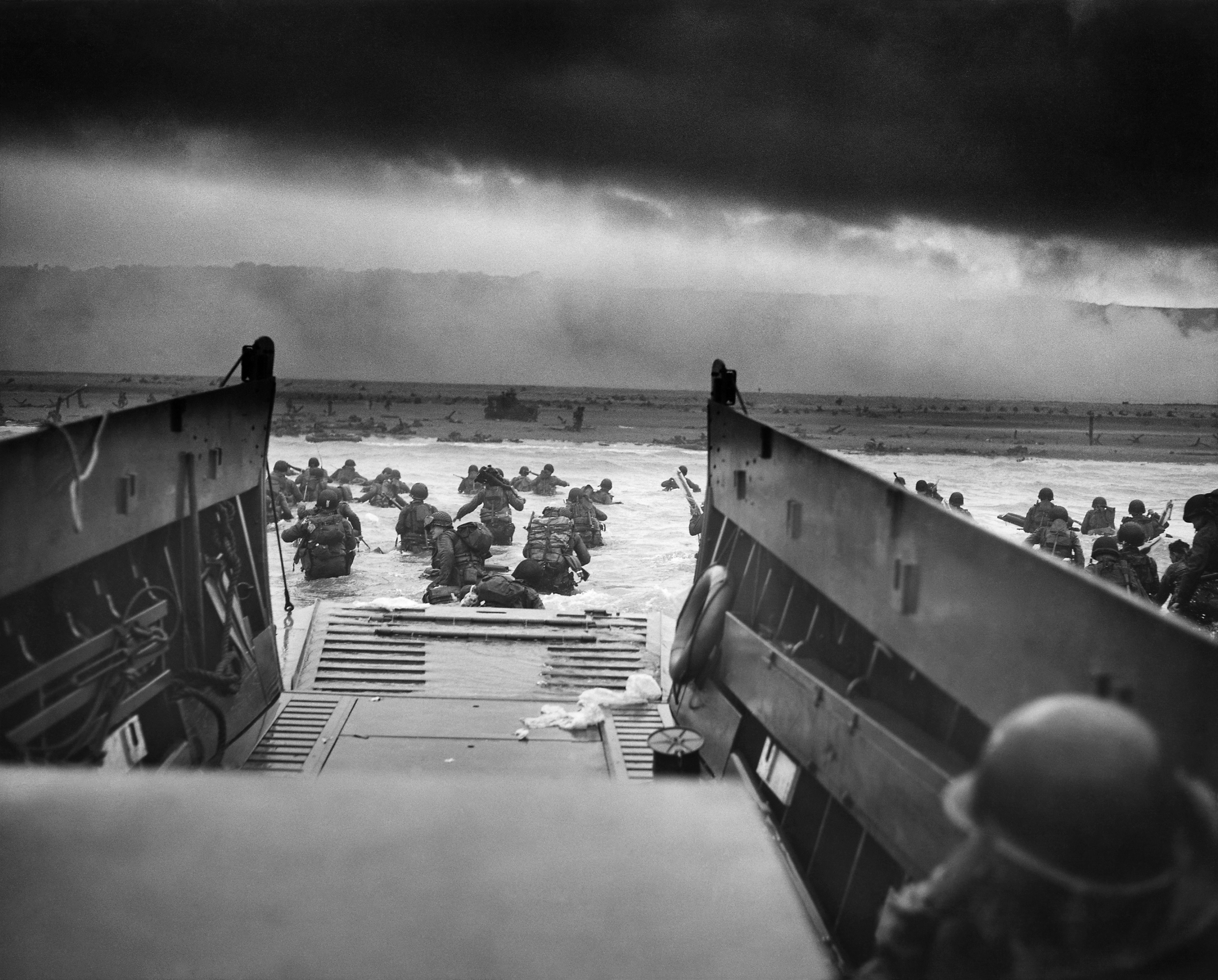
Into the Jaws of Death (التقدم نحو أنياب الموت): التي تصور إحدى أولى عمليات هبوط القوات الأمريكية على شاطئ أوماها بعدسة روبرت سارجنت.

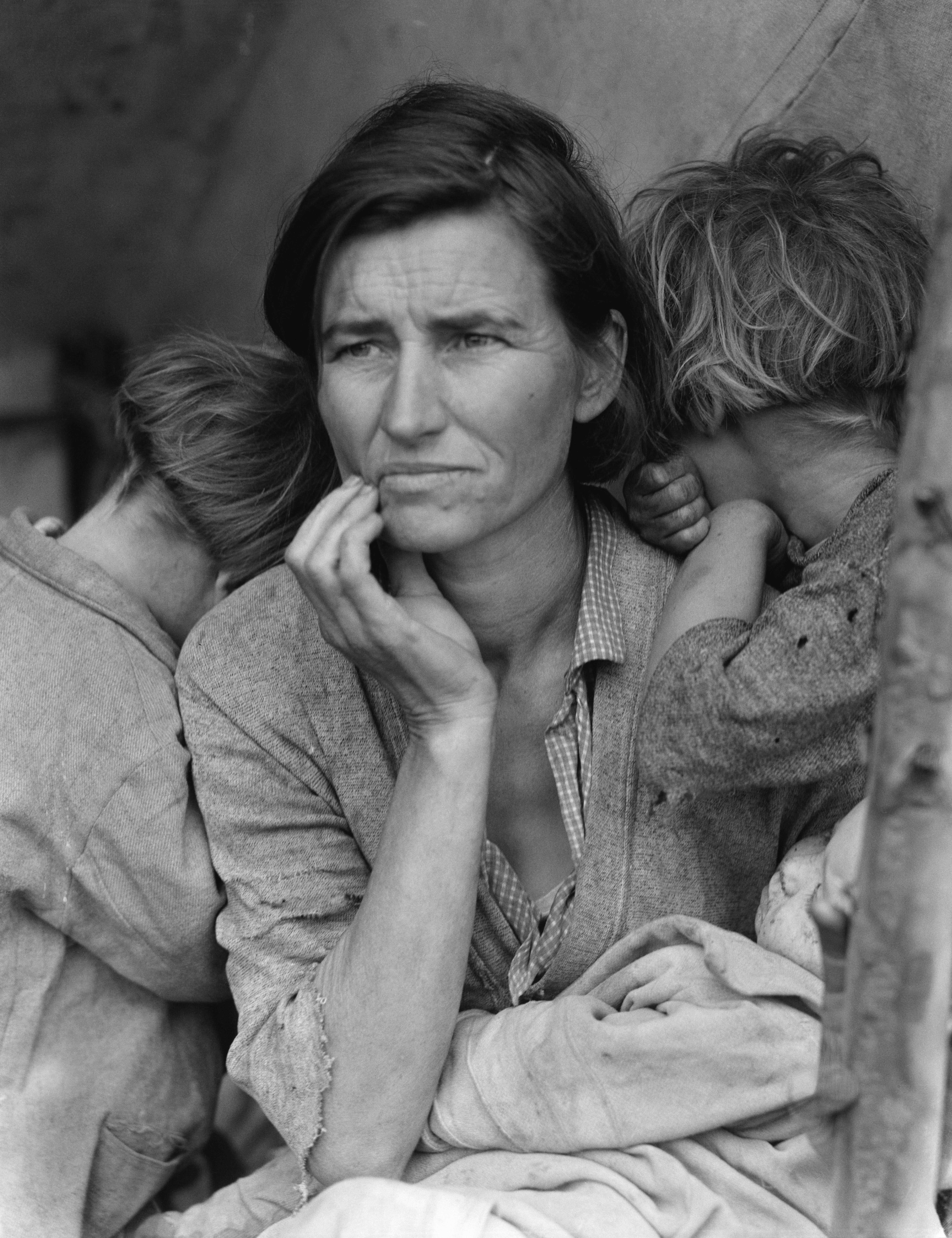
في صورة Migrant Mother (أم مهاجرة) عبّرت دورثيا لانج عن الكساد الكبير بإبداع. استخدمت إدارة الأمن الزراعي العديد من المصوّرين الصحفيين الآخرين لتوثيق الكساد الكبير.

في «العصر الذهبي» للصحافة المصوَّرة (في الفترة من الثلاثينيات إلى الخمسينيات من القرن العشرين)، حظيت بعض المجلات (بيكتشر بوست (لندن)، وباريس ماتش (باريس)، وArbeiter-Illustrierte-Zeitung (أربايتر إلسترياتير زايتونج) (برلين)، (حتى أبريل 1945) (Berlin), ولايف (الولايات المتحدة)، ولووك (الولايات المتحدة)، وسبورتس إلستريتيد (الولايات المتحدة)) والصحف (ذا دايلي ميرور (لندن)، ونيويورك دايلي نيوز (نيويورك) بقاعدة عريضة من القراء وشهرة واسعة، ويرجع الفضل الأساسي في ذلك إلى استخدام هذه المجلات والصحف للتصوير الفوتوغرافي. كما ذاع صيت مصوّرين من أمثال روبرت كابا، ورومانو كاجنوني، وألفريد آيسينشتيت، ومارجريت بورك وايت، ودابليو يوجين سميث.
يُعَد هنري كارتييه بريسون في نظر البعض أبا الصحافة المصوَّرة المعاصرة، وإن كان هذا اللقب قد أُطلِق على العديد من المصورين الآخرين، مثل إريك سالومون التي كانت صوره النزيهة للشخصيات السياسية أمرًا مُستحدَثًا في فترة الثلاثينيات من القرن العشرين.
يشتهر الجندي توني فاكارو أيضًا بكونه أحد المصورين البارزين في الحرب العالمية الثانية. فسجلت الصور، التي التقطها بكاميرا أرجوس سي 3 (Argus C3) المتواضعة الخاصة به لحظات مروعة من الحرب تشبه الصورة التي التقطها كابا لتعرض أحد الجنود لطلق ناري. كان كابا موجودًا بنفسه على شاطئ أوماها يوم بدء الهجوم، والتقط صورًا بالغة الأهمية للقتال الذي دار آنذاك. يشتهر فاكارو كذلك بتحميض صوره في خوذات الجنود، واستخدامه الكيماويات التي عثر عليها بين حطام أحد متاجر الكاميرات في عام 1944.
حتى الثمانينيات من القرن العشرين، كانت أغلب الصحف الكبرى تُطبَع بتقنية «الطباعة الحرفية»، التي ظهرت في مطلع ذلك القرن، وذلك باستخدام الحبر المكون من الزيوت الذي يسهل استخدامه، وورق «الصحف» منخفض التكلفة ذي اللون الأبيض الضارب إلى الصفرة، وشاشات النقش القاسية. ورغم أن طابعات الأحرف كانت تنتج نصوصًا مقروءة، غالبًا ما كانت نقاط النقش الفوتوغرافي، التي تتشكل منها الصور، تفيض أو تتلطخ، وتصبح ضبابية وغير واضحة. وبذلك، حتى عندما كانت الصحف تستخدم الصور استخدامًا جيدًا — بقطع جيد وحجم كبير — كان القراء يضطرون عادةً لإعادة قراءة التعليق المُرفَق بالصورة لمعرفة ما تعبر عنه بسبب الطباعة السيئة. اتبعت صحيفة وول ستريت جورنال أسلوب التظليل بالحفر بالنقط في عام 1979 لنشر صور الأشخاص، وتجنب جوانب القصور بطباعة الأحرف. ولم تتحول أغلبية الصحف إلى الطباعة «بالأوفست»، التي تنتج صورًا دقيقة على ورق أكثر بياضًا وجودةً، سوى في الثمانينيات.
على النقيض من ذلك، امتلأت مجلة لايف - وهي إحدى أشهر المجلات الأسبوعية في أمريكا في الفترة ما بين عام 1936 إلى أوائل السبعينيات - بالصور المطبوعة طباعةً جميلة على صفحات كبيرة (11×14 بوصة)، باستخدام شاشات نقش دقيقة، وأحبار عالية الجودة، وورق مصقول. وكانت مجلة لايف تنشر عادةً صور وكالتي يونيتيد بريس إنترناشيونال (UPI) وأسوشيتيد بريس (AP) الإخباريتين والتي ظهرت في الصحف من قبل. لكن الجودة العالية لتلك الصور في مجلة «لايف» جعلتها تبدو وكأنها مختلفة تمامًا.
حظي المصورون في تلك المجلة بشهرة واسعة. ويرجع الفضل الأساسي في ذلك إلى أن صورهم كانت بالقدر الكافي من الوضوح لتنال التقدير. صارت مجلة لايف معيارًا تتبعه الجماهير في الحكم على الصور الفوتوغرافية، وتحتفي العديد من كتب الصور حاليًا بـ «الصحافة المصوّرة» كما لو كانت المجال الوحيد لمصوري المجلات المشاهير.
على سبيل المثال، تتصدر كتاب The Best of Life (أفضل ما في الحياة) (1973) لقطة جماعية على صفحتين (1960) لعدد 39 مصورًا شهيرًا نالوا هذه الشهرة عن استحقاق بعملهم في مجلة لايف. لكن بعد 300 صفحة من الكتاب، توضح إسنادات الصور إلى أن العشرات من «أفضل» الصور التي ظهرت بمجلة لايف التقطها مصورون مجهولو الهوية من وكالتي يونيتيد بريس إنترناشيونال (UPI) وأسوشيتيد بريس (AP).
لذا، حتى أثناء العصر الذهبي، نظرًا لقيود الطباعة ونظم بيع الصور الفوتوغرافية التي اتبعتها وكالتا يونيتيد بريس إنترناشيونال (UPI) وأسوشيتيد بريس (AP)، عمل الكثير من مصوري الصحف على نحو مغمور نسبيًا.
وقد احتفت مجلة «لايف» وغيرها من المجلات الأخرى، التي تنشر الصور الفوتوغرافية، بالنفس البشرية أثناء الحرب العالمية الثانية. وعندما وضعت الحرب أوزارها، مرت الولايات المتحدة وأوروبا بفترة تفاؤلية اتسمت بإطلاق العنان للمبدأ الاستهلاكي والإيمان بوجه عام بأن الأمور سوف تتحسن. احتفت المجلات بالفلسفة الإنسانية والإيمان بأن كل شيء ممكن. وحتى عندما كانت تنشر موضوعات تتعلق بالفقر أو الجوع، كانت الرسالة من نشرها هي أنه من خلال عرض هذه الأمور ويتمكن الجمهور من الاطلاع عليها، ستتحسن الأوضاع.

### تدهور أحوال مجلات الصور الفوتوغرافية
انتهى العصر الذهبي للصحافة المصوّرة في السبعينيات عندما توقف نشر مجلة «لايف» وغيرها من مجلات الصور الأخرى. توصلت تلك المجلات إلى أنه ليس بوسعها منافسة وسائل الإعلام الأخرى من حيث استقطاب أموال الإعلانات اللازمة للحفاظ على انتشارها على نطاق واسع وتغطية تكاليفها المرتفعة. لكن تظل حقيقة أن تلك المجلات علّمت الصحافة الكثير من الأمور عن المقالات المصوّرة وفعالية الصور الثابتة.

### نشأة وكالات الصور الفوتوغرافية
في عام 1947، أسس قلة من المصورين المشهورين الوكالة التعاونية الدولية للصور الفوتوغرافية ماجنوم فوتوز. وفي عام 1989، تأسست مؤسسة كوربيس؛ وفي عام 1993، تأسست وكالة جيتي إيميدجز. وهذه المكتبات المذهلة تبيع حقوق الصور الفوتوغرافية وغيرها من الصور الثابتة.

### القبول في عالم الفن
منذ أواخر السبعينيات، صار يُخصَص للصور الصحفية والصور الوثائقية مكان في المعارض الفنية، إلى جانب صور الفنون الجميلة. ومن بين الأسماء العديدة للمصورين الذين يعرضون صورهم بانتظام في المعارض والمتاحف لوك ديلاي ومانويل ريفيرا - أورتيز وأعضاء وكالة سفن فوتو.

## المنظمات المهنية
لقد كان الاتحاد الدانماركي للمصورين الصحفيين (Pressefotografforbundet) أول منظمة قومية لمصوري الصحف في العالم. تأسس هذا الاتحاد في عام 1912 في كوبنهاغن، بالدانمارك على يد ستة مصورين صحفيين. ويضم حاليًا ما يزيد عن 800 عضو.
تأسست الرابطة القومية للمصورين الصحفيين (NPPA) في عام 1946 في الولايات المتحدة الأمريكية، ويبلغ عدد أعضائه حوالي 10000 عضو. ومن بين المؤسسات الأخرى بأنحاء العالم «الرابطة البريطانية للمصورين الصحفيين» (BPPA) التي تأسست في عام 1984، وأُعيد تدشينها في عام 2003، وتضم الآن حوالي 450 عضوًا. هناك كذلك رابطة هونغ كونغ للمصورين الصحفيين (1989)، ورابطة شمال أيرلندا للمصورين الصحفيين (2000)، وPressfotografernas Klubb (السويد، 1930)، وPK&nbsp;— Pressefotografenes Klubb (النرويج).
تمنح المنظمات الإخبارية وكليات الصحافة العديد من الجوائز المختلفة للمصورين الصحفيين. منذ عام 1968، مُنِحت جوائز بوليتزر للفئات التالية من الصحافة المصورة: «تصوير المقالات الخاصة»، و«تصوير أهم الأخبار». من بين الجوائز الأخرى أيضًا «وورلد بريس فوتو»، و«بيست أوف فوتوجورناليزم» و«بيكتشرز أوف ذا يير»، إلى جانب «بريس فوتوغرافيرز يير» بالمملكة المتحدة.

## الاعتبارات الأخلاقية والقانونية
تعمل الصحافة المصوَّرة في إطار التوجهات الأخلاقية ذاتها للموضوعية التي يطبقها الصحفيون الآخرون. ما يجب تصويره، وكيفية تأطيره، وكيفية تحريره اعتبارات ثابتة. ويُعَد تصوير الأخبار كمهمة محددة إحدى كبرى المشكلات الأخلاقية التي يواجهها المصورون. فيتحمل المصورون الصحفيون مسؤولية أخلاقية لاتخاذ القرار بشأن أي الصور ينبغي تصويرها، وأيها ينبغي تعديلها، وأيها ينبغي عرضها على الجماهير. على سبيل المثال، تنتشر صور العنف والحوادث المأساوية في الصحافة الأمريكية لأن من القواعد الأساسية التي لا تعبر عن الحقيقة الكاملة: «ما يظهر به دم، يجذب مزيدًا من القراء». ينجذب الجماهير للصور المفزعة والأخبار المثيرة. وتنشأ العديد من الخلافات عند اتخاذ القرارات بشأن أي الصور تنطوي على عنف يحول دون عرضها على الجماهير.
وثمة خلاف بشأن صور القتلى والجرحى نظرًا لأن غالبًالا يظهر اسم الشخص الظاهر في الصورة في التعليق المُرفَق بها. وغالبًا لا تعلم عائلة ذلك الشخص بشأن الصورة حتى يروها منشورة. على سبيل المثال، أثارت الصورة الفوتوغرافية للإعدام الذي وقع في الشارع لجندي يتبع لجماعة «الشيوعيون الفيتناميون» أثناء حرب فيتنام اهتمامًا كبيرًا نظرًا لتسجيلها لحظة الموت ذاتها. ولم يتم إخطار أسرة الضحية بنشر الصورة للجماهير.
من القضايا الأخرى المتعلقة بالصحافة المصورة تتضمن حق الخصوصية وتعويض الشخص الذي يتناوله الخبر. يواجه المصورون الصحفيون - لا سيما فيما يتعلق بصور العنف - أزمة أخلاقية بشأن نشر صور الضحايا. ولا يُناقَش أحيانًا حق الضحية في الخصوصية، أو تُنشَر الصورة دون علم الضحية أو موافقته. ويُعَد التعويض من القضايا الأخرى أيضًا. فيرغب الناس عادةً في الحصول على مقابل مادي لنشر الصورة، خاصةً إذا كانت الصورة تتناول موضوعًا خلافيًا.
من القضايا الأخرى المهمة في الصحافة المصورة التلاعب بالصور– فما الدرجة المقبولة لهذا التلاعب؟ بعض الصور يكون التلاعب فيها بسيطًا لتحسين الألوان، في حين يتم التلاعب بصور أخرى إلى حد إضافة أفراد إلى الصورة أو إخراجهم منها. وقد كانت دومًا صور الحروب من الصور الصحفية التي تخضع كثيرًا للتعديلات – انظر تصوير الحروب: تاريخ للاطلاع على نماذج قديمة من هذه الصور. نظرًا لضخامة الكاميرات وأنواعها التي توفرت أثناء الحروب السابقة على مدار التاريخ، كان من النادر أن تسجل الصور أحداثًا إخبارية فورية. وكان يتم إعداد الأفراد الذين يظهرون في الصور بعناية لالتقاط صور أفضل. من القضايا الأخلاقية الأخرى التعليقات الخاطئة أو المضللة المرفقة بالصور. ومن الأمثلة الجديرة بالذكر على هذه القضية الجدل المثار على صورالحرب اللبنانية عام 2006. انظر كذلك التلاعب بالصور: الاستخدام في الصحافة للاطلاع على أمثلة أخرى.
أدى ظهور التصوير الرقمي إلى ظهور مجالات جديدة كليةً لفرص التلاعب بالصور ونسخها ونقلها. وقد أسفر هذا النوع من التصوير حتمًا عن تعقيد الكثير من القضايا الأخلاقية المتعلقة بالتصوير الفوتوغرافي.
يمكن عادةً للخلافات الأخلاقية أن تزيد أو تقل حسب تصرفات المحرر المساعد أو محرر الصور الذي يتولى مسؤولية الصور بمجرد وصولها للمؤسسة الإخبارية. أما المصورون الصحفيون، فلا يكون لديهم غالبًا سلطة بشأن كيفية الاستخدام النهائي للصور.
وتُعَد الرابطة القومية للمصورين الصحفيين (NPPA) مؤسسة مهنية تعترف بالاهتمام بحق العامة في حرية البحث عن الحقيقة في الصور وحقهم في معرفة الأحداث التي تقع في أنحاء العالم. ونظرًا لأن التوجهات الأخلاقية ذاتها تنطبق على الصحافة المصوّرة، شأنها شأن غيرها من أنواع الصحافة الأخرى، ينبغي أن تعرض الصور الأخبار بأسلوب موضوعي لإبقاء العامة على علم بما يحدث على نحو دقيق. وفيما يلي مدونة الأخلاقيات التي يتبعها أعضاء الرابطة القومية للمصورين الصحفيين (NPPA):
1. ممارسة الصحافة المصوّرة، كعلم وفن على حدٍ سواء، يستحق بذل أفضل الأفكار والجهود لمن يتخذونها مهنة لهم.
2. تقدم الصحافة المصورة فرصة لخدمة الجماهير ليس لها نظير سوى في عدد قليل من المهن الأخرى. وجميع أعضاء هذه المهنة ينبغي أن يعملوا بكد باتباع التأثيرات والنماذج الجيدة لإبعاد المعايير العالية للسلوك الأخلاقي عن أي اعتبارات جشعة من أي نوع.
3. تقع على عاتق كل مصور صحفي مسؤولية فردية مستمرة للبحث عن صور تنقل الأخبار على نحو صادق وأمين وموضوعي.
4. الترويج للأعمال أمر ضروري في صوره المتعددة، لكن البيانات غير الصادقة أيًا كانت ليست من شيم المصور الصحفي المحترف، ونحن ندين بشدة مثل هذه الممارسات.
5. إن من واجبنا تشجيع جميع أعضاء مهنتنا ومساعدتهم، أفرادًا وجماعات، لرفع مستوى جودة الصحافة المصوّرة دائمًا لتصل إلى معايير أعلى.
6. إن من واجب كل مصور صحفي العمل على المحافظة على جميع حقوق حرية الصحافة المُعترَف بها قانونًا وحماية حرية الوصول إلى جميع مصادر الأخبار والمعلومات المرئية وتعزيزها.
7. إن معاييرنا في التعاملات والطموحات والعلاقات في العمل ينبغي أن تنطوي على شيء من التعاطف مع الإنسانية التي نشترك فيها جميعًا، وينبغي دومًا أن تدفعنا للأخذ في الاعتبار أهم واجباتنا كأعضاء في المجتمع. في كل موقف بحياتنا العملية، وفي كل مسؤولية نواجهها، ينبغي أن ينصب تفكيرنا على الوفاء بمسؤوليتنا والاضطلاع بواجبنا. وبذلك، عندما ينتهي كلٌ منا من عمله، نكون قد حاولنا رفع الإنجازات والمُثل العليا البشرية لمستوى أعلى مما هي عليه.
8. لا يمكن لأي مدونة أخلاقيات أن تحكم مسبقًا على كل موقف، لذا فإن الفطرة السليمة والحكم الصائب لازمان لتطبيق المبادئ الأخلاقية.[14]

يمكن لقوانين التصوير الفوتوغرافي أن تتنوع تنوعًا هائلاً بين الدول المختلفة. ويتعقد الموقف القانوني أكثر عندما يعتقد المرء أن الصحافة المصورة المُعدَّة في إحدى الدول يمكن نشرها في دول أخرى كثيرة.

## أثر الأساليب التكنولوجية الحديثة
وقد عززت الكاميرات الأصغر حجمًا والأخف وزنًا بشكل كبير من دور المصور الصحفي.. فمنذ الستينيات من القرن العشرين، ساعدت المحركات الآلية، والفلاش الإلكتروني، والضبط التلقائي للبؤرة، والعدسات المتطورة، وغير ذلك من التحسينات التي شهدتها الكاميرات، على تيسير عملية التقاط الصور. حررت الكاميرات الرقمية المصورين الصحفيين من القيود التي يفرضها طول بكرة الفيلم، إذ يمكن تخزين الآلاف من الصور في بطاقة ذاكرة واحدة.
يظل المحتوى أهم عنصر في الصحافة المصوَّرة، لكن القدرة على مد المواعيد النهائية للعمل عن طريق التجميع والتحرير السريع للصور أدت إلى إحداث تغييرات مهمة. فمنذ 15 عامًا فقط، كان المسح الضوئي لصورة ملونة واحدة ونقلها من مكان بعيد إلى مكتب إخباري لطباعتها يستلزم نحو 30 دقيقة. أما الآن، فيمكن للمصور الصحفي الذي يحمل كاميرا رقمية وهاتفًا محمولاً وكمبيوتر محمولاً إرسال صور عالية الجودة في دقائق، بل وثوانٍ، بعد وقوع الحدث. كما تسمح الهواتف المزودة بكاميرات واتصالات الأقمار الصناعية بنقل الصور من أية بقعة تقريبًا على الأرض.
ينتاب بعض المصورين الإخباريين مخاوف من تحول مهنة الصحافة المصورة، كما هي معروفة الآن، إلى مهنة لا قيمة لها في ظل التقدم الطبيعي لتكنولوجيا التصوير. فقد انتشر ما يُعرَف بصحافة المواطنين وزادت مساهمة المستخدمين وإرسال صور الهواة إلى المواقع الإلكترونية الإخبارية. منذ حرب القرم في منتصف القرن التاسع عشر، استخدم المصورون تقنية الكاميرا الصندوقية الحديثة لتسجيل صور الجنود البريطانيين في الميدان. لكن انتشار استخدام الكاميرات كوسيلة لتسجيل الأخبار لم يظهر إلا بعد ظهور الكاميرات الأصغر حجمًا والأيسر في حملها التي استخدمت نيجاتيف الأفلام لتسجيل الصور. وظهور كاميرا ليسا المزودة بفيلم 35 ملم في الثلاثينيات من القرن العشرين يسّر على المصورين التحرك مع الحدث، والتقاط الصور للأحداث أثناء وقوعها.
إن عصر صحافة المواطنين والحصول على صور إخبارية من متفرجين هواة ساهم في فن الصحافة المصوَّرة. يُرجِع بول ليفينسون هذا التحول إلى كاميرا كوداك التي تُعَد إحدى أولى تقنيات الصور الرخيصة سهلة الاقتناء التي «وضعت قطعة من الحقيقة المرئية بين يدي كل فرد». ساهمت الجماهير الإخبارية المُمكَّنة مع ظهور الإنترنت في نشأة المدونات، ونشرات البودكاست والأخبار على الإنترنت بشكل مستقل عن المنافذ الإخبارية التقليدية، «ولأول مرة في تاريخنا، صارت الأخبار تُنتَج بواسطة شركات خارج مجال الصحافة المصورة». ويرى دان شونج، المصور الصحفي السابق في صحيفة الغارديان ورويترز أن المصورين الصحفيين الاحترافيين ينبغي عليهم التأقلم مع تقنية الفيديو لجني قوت يومهم.